# Broken City
Broken City —conocida en español como Ciudad de sombras y como La trama— es una película estadounidense de 2013 dirigida por Allen Hughes y escrita por Brian Tucker. Fue protagonizada por Mark Wahlberg y Russell Crowe.

## Argumento
Billy Taggart (Mark Wahlberg) un detective privado que había sido policía de Nueva York, recibe el encargo del alcalde de la ciudad Nicholas Hostetler (Russell Crowe) de vigilar a su mujer por sospechar su infidelidad.

En plena campaña electoral por la alcaldía de New York, Taggart recibe la misión del celoso esposo de la primera dama de la ciudad Mtres Hostetler (Catherine Zeta-Jones).

## Reparto
- Mark Wahlberg es Billy Taggart.
- Russell Crowe es Alcalde, Nicholas Hostetler.
- Catherine Zeta-Jones es Cathleen Hostetler.
- Jeffrey Wright es Carl Fairbanks.
- Barry Pepper  es Jack Valliant.
- Alona Tal es Katy Bradshaw.
- Natalie Martinez es Natalie Barrow.
- Michael Playa es Tony Jansen.
- Kyle Chandler es Paul Andrews.
- James Ransone es Todd Lancaster.
- Griffin Dunne es Sam Lancaster.
- Justin Chambers  es Ryan Blake.
- Gregory Jbara es Mike.